# Capilla del Sauce
Capilla del Sauce antes conocido también como Sauce del Yí es una localidad del departamento de Florida, Uruguay. 

## Geografía
La localidad se ubica al norte del departamento de Florida, sobre la cuchilla de Ramírez, próximo a las costas del arroyo Sauce del Yí, y junto a la ruta 6, en su km 182. Dista 182 km de la ciudad de Montevideo y 110 km de la ciudad de Florida.
A poco más de un kilómetro al norte y por la ruta 6 se encuentra la estación de trenes que lleva el mismo nombre que la localidad. Junto a la estación de trenes con el tiempo se ha formado un pequeño barrio denominado La Estación.

## Historia
Capilla del Sauce tuvo en su historia varios nombres: "Capilla del Carmen", "Sauce del Yí", etc. Hoy se utiliza más "Capilla del Sauce" que los demás, aunque todavía se usa en algunas ocasiones "Sauce del Yí".
La localidad surgió alrededor de un pequeño oratorio levantado en homenaje a la Virgen del Carmen por el hacendado local, Juan Ventura Rodríguez, hasta ese momento el oratorio se conocía como Capilla del Carmen. En 1896, en esos campos de Juan Ventura Rodríguez, se llevó a cabo el fraccionamiento de solares y huertos para los primeros pobladores.
La localidad fue declarada pueblo, por ley 7.718 del 26 de mayo de 1924 y posteriormente elevada a la categoría de villa por ley 12.298 del 5 de julio de 1956.

## Población
Capilla del Sauce ha registrado un proceso de urbanización que tiene entre sus factores, la creación de grupos habitacionales de MEVIR. El aumento de la población de la villa se ha producido a expensas de la población de localidades vecinas y de la población rural. El tercer plan de viviendas de MEVIR fue inaugurado en el año 2010.
| 604           | 777 | 670 | 775 | 877 | 835 |
| (Fuente: INE) |     |     |     |     |     |

## Servicios
- Educación primaria: Escuela N.º 28 "Dr. Leonel Aguirre"
- Educación secundaria: Liceo "Capilla del Sauce"
- Servicios de salud: Policlínica
- Junta Local
- Seccional Policial: Seccional 11.ª
- Servicio de energía eléctrica: UTE
- Servicio de telefonía fija: ANTEL
- Servicio de agua potable: OSE
- Plaza de Deportes